# O Aleph (Paulo Coelho)
O Aleph é um livro do escritor brasileiro Paulo Coelho, lançado em 2010.

## Enredo
O Aleph marca a volta de Paulo Coelho às origens. Num relato pessoal franco e surpreendente, ele revela como uma grave crise de fé o levou a sair à procura de um caminho de renovação e crescimento espiritual.
Para se reaproximar de Deus, o mago resolve começar tudo de novo: viajar, experimentar, se reconectar às pessoas e ao mundo. E assim, entre março e julho de 2006, guiado por sinais, visita três continentes – Europa, África e Ásia –, lançando-se em uma jornada através do tempo e do espaço, do passado e do presente, em busca de si mesmo.
Ao longo da viagem, Paulo vai, pouco a pouco, saindo do seu isolamento, se despindo do ego e do orgulho e se abrindo à amizade, ao amor, à fé e ao perdão, sem medo de enfrentar os desafios inerentes à vida.

## Canção
A canção oficial do livro, Aleph, foi escrita e interpretada pela cantora e atriz mexicana Anahí. A canção se encontra no quinto álbum da cantora, Mi Delirio, em 2010.